# Salvamento nos Jogos Mundiais de 2009
As competições de salvamento nos Jogos Mundiais de 2009 ocorreram entre 23 e 25 de julho no Parque Aquático de Kaohsiung e na Baía de Sizihwan. Quatorze eventos foram disputados.

## Quadro de medalhas
| Ordem | País          | Medalha de ouro | Medalha de prata | Medalha de bronze |    |
| ----- | ------------- | --------------- | ---------------- | ----------------- | -- |
| 1     | Itália        | 5               | 2                | 5                 | 12 |
| 2     | Austrália     | 4               | 8                | 2                 | 14 |
| 3     | China         | 4               | 4                | 3                 | 11 |
| 4     | Nova Zelândia | 2               | 2                | 3                 | 7  |
| 5     | Alemanha      | 1               |                  | 1                 | 2  |
| 6     | França        |                 | 1                |                   | 1  |
| 7     | África do Sul |                 |                  | 1                 | 1  |
| 7     | Taipé Chinesa |                 |                  | 1                 | 1  |
| TOTAL | TOTAL         | 16              | 17               | 16                | 49 |

## Medalhistas
| Evento                                                       | Ouro | Prata | Bronze |
| 200m com obstáculos masculino (detalhes)                     | CHN Zhang En-jian                                                                                          | ITA Federico Pinotti | GER Benjamin Bilski |
| 200m com obstáculos feminino (detalhes)                      | CHN Lu Ying                                                                                                | CHN Yang Jie-qiao | TPE Yang Chin-kuei |
| 50m com porte de manequim masculino (detalhes)               | ITA Federico Pinotti                                                                                       | FRA Florian Laclaustra | ITA Giovanni Legnani |
| 50m com porte de manequim feminino (detalhes)                | ITA Isabella Cerquozzi                                                                                     | CHN Gao Yu-ting | CHN He Qian |
| 100m com porte de manequim e nadadeiras masculino (detalhes) | ITA Simone Procaccia                                                                                       | CHN Zhang Jia-wen | ITA Nicola Ferrua |
| 100m com porte de manequim e nadadeiras feminino (detalhes)  | CHN Song Jian-rong                                                                                         | CHN Huang Jie-fen | ITA Marcella Prandi |
| 100m resgate masculino (detalhes)                            | ITA Federico Pinotti                                                                                       | ITA Giovanni Legnani | AUS Andrew Bowden |
| 100m resgate feminino (detalhes)                             | CHN Gao Yu-ting                                                                                            | AUS Sarah Windsor | CHN He Qian |
| Corrida surfe masculino (detalhes)                           | AUS Christopher Allum                                                                                      | NZL Glenn Anderson | ITA Federico Pinotti |
| Corrida surfe feminino (detalhes)                            | AUS Kristyl Smith                                                                                          | AUS Naomi Flood | NZL Ayla Dunlop-Barrett |
| Resgate em prancha masculino (detalhes)                      | NZL Daniel Moodie                                                                                          | AUS Hugh Dougherty | AUS Shannon Eckstein |
| Resgate em prancha feminino (detalhes)                       | NZL Nikki Cox                                                                                              | AUS Naomi Flood | NZL Madison Boon |
| Oceanman (detalhes)                                          | AUS Shannon Eckstein                                                                                       | AUS Hugh Dougherty | RSA Ryan Brennan |
| Oceanwoman (detalhes)                                        | AUS Naomi Flood                                                                                            | AUS Kristyl Smith | NZL Nikki Cox |
| Revezamento masculino (detalhes)                             | ITA Itália Nicola Ferrua Diego Giuglar Giovanni Legnani Federico Pinotti Simone Procaccia Germano Proietti | AUS Austrália Christopher Allum Andrew Bowden Shannon Eckstein Luke Harper Mitchell Parkes NZL Nova Zelândia Glenn Anderson John Gatfield Michael Janes Steven Kent Daniel Moodie | Nenhuma |
| Revezamento feminino (detalhes)                              | GER Alemanha Katrin Altmann Aline Hundt Stephanie Kasperski Stefanie Schoder                               | AUS Austrália Naomi Flood Felysia Konakof Jennifer Parry Kristyl Smith Sarah Windsor                                                                                              | ITA Itália Isabella Cerquozzi Marta Mozzanica Chiara Pidello Marcella Prandi Elena Prelle CHN China Gao Yuting He Qian Huang Jiefen Lu Ying Yang Jieqiao |